# Dieudonné (Oise)
Dieudonné település Franciaországban, Oise megyében. Lakosainak száma 973 fő (2022. január 1.). Dieudonné Lachapelle-Saint-Pierre, Mortefontaine-en-Thelle, Neuilly-en-Thelle, Novillers, Puiseux-le-Hauberger, Ully-Saint-Georges és Bornel községekkel határos.

## Népesség
A település népességének változása:
| Lakosok száma | 836  | 821  | 844  | 818  | 853  | 889  | 924  | 945  | 973  |
|               | 2013 | 2015 | 2016 | 2017 | 2018 | 2019 | 2020 | 2021 | 2022 |